# 希尔格米森
希尔格米森是德国下萨克森州的一个市镇。总面积54.43平方公里，总人口2130人，其中男性1105人，女性1025人（2011年12月31日），人口密度39人/平方公里。